# Simone Lo Faso
Simone Lo Faso (Palermo, 18 februari 1998) is een Italiaans voetballer die doorgaans als aanvaller speelt. Hij stroomde in 2016 door vanuit de jeugd van US Palermo.

## Clubcarrière
Lo Faso werd geboren in Palermo en sloot zich aan in de jeugdopleiding van US Palermo. Op 6 november 2016 maakte hij zijn opwachting in de Serie A tegen AC Milan. Hij viel na 57 minuten in voor Carlos Apna Embalo. Op 30 november 2016 kreeg de aanvaller zijn eerste basisplaats in de Coppa Italia tegen Spezia Calcio.

## Interlandcarrière
Lo Faso kwam uit voor verschillende Italiaanse nationale jeugdelftallen. In 2016 debuteerde hij in Italië –19.